# Robert Edwin Peary

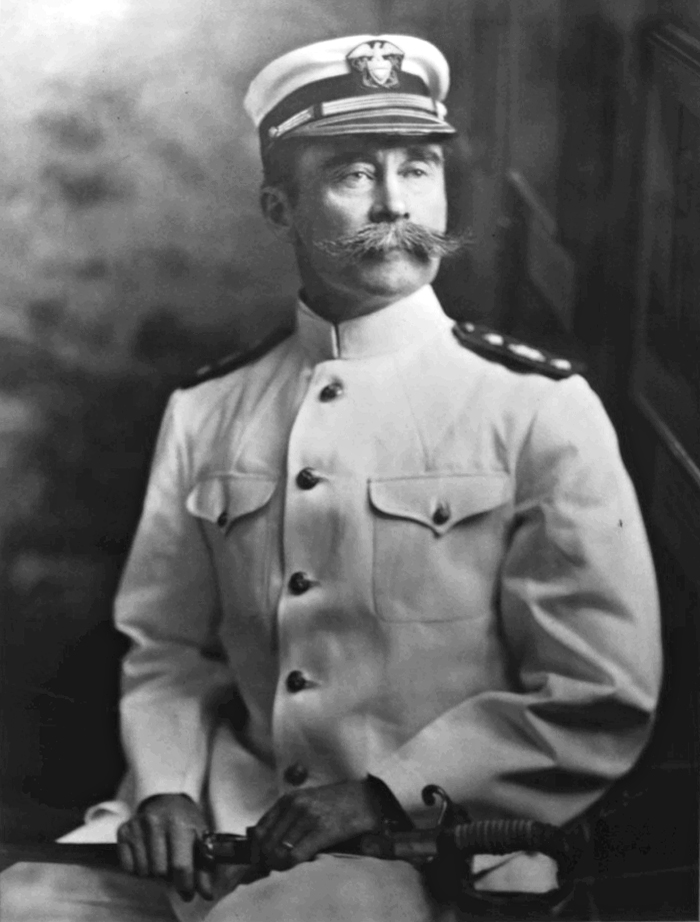
Robert E. Peary (1856–1920)

Robert Edwin Peary (* 6. Mai 1856 in Gallitzin, Pennsylvania; † 20. Februar 1920 in Washington, D.C.) war ein US-amerikanischer Ingenieur und Polarforscher. Er behauptete, im Jahre 1909 als erster Mensch den Nordpol erreicht zu haben. Dies wurde jedoch seither immer wieder stark angezweifelt und ist bis heute Gegenstand heftiger Kontroversen.

## Leben

### Frühe Jahre
Robert Edwin Peary war der Sohn des Landwirts Charles Peary (1828–1859) und dessen Frau Mary (geborene Wiley, 1827–1900). 1877 graduierte Peary am Bowdoin College, wo er Mitglied der Studentenverbindungen Phi Beta Kappa und Delta Kappa Epsilon war. Als Ingenieur heuerte er bei der Marine an und fuhr nach Nicaragua, da die USA dort einen Kanalbau geplant hatten, der allerdings nie verwirklicht wurde.

### Grönlandexpeditionen

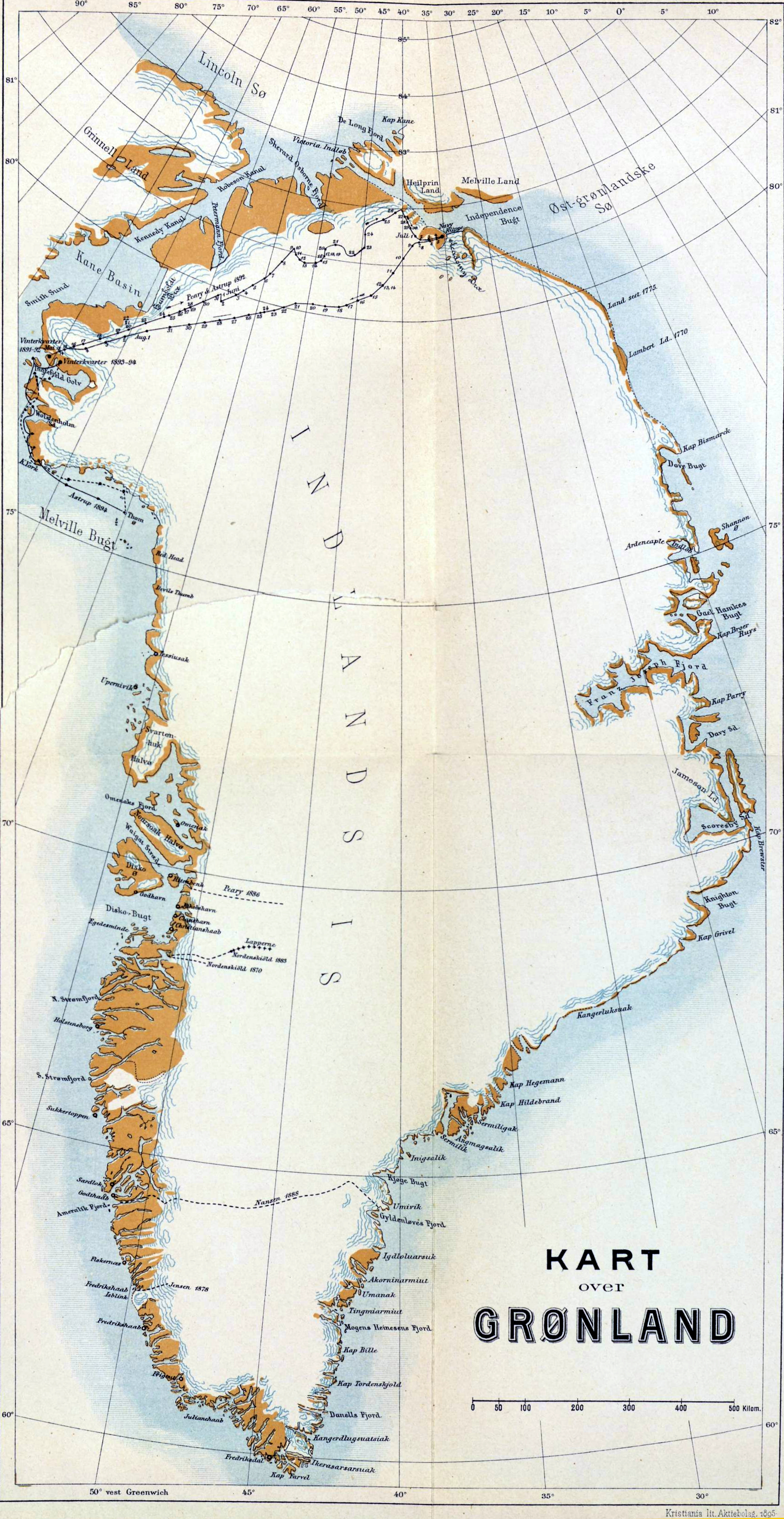
Karte Grönlands mit den Routen von Pearys Expeditionen der Jahre 1892 und 1894

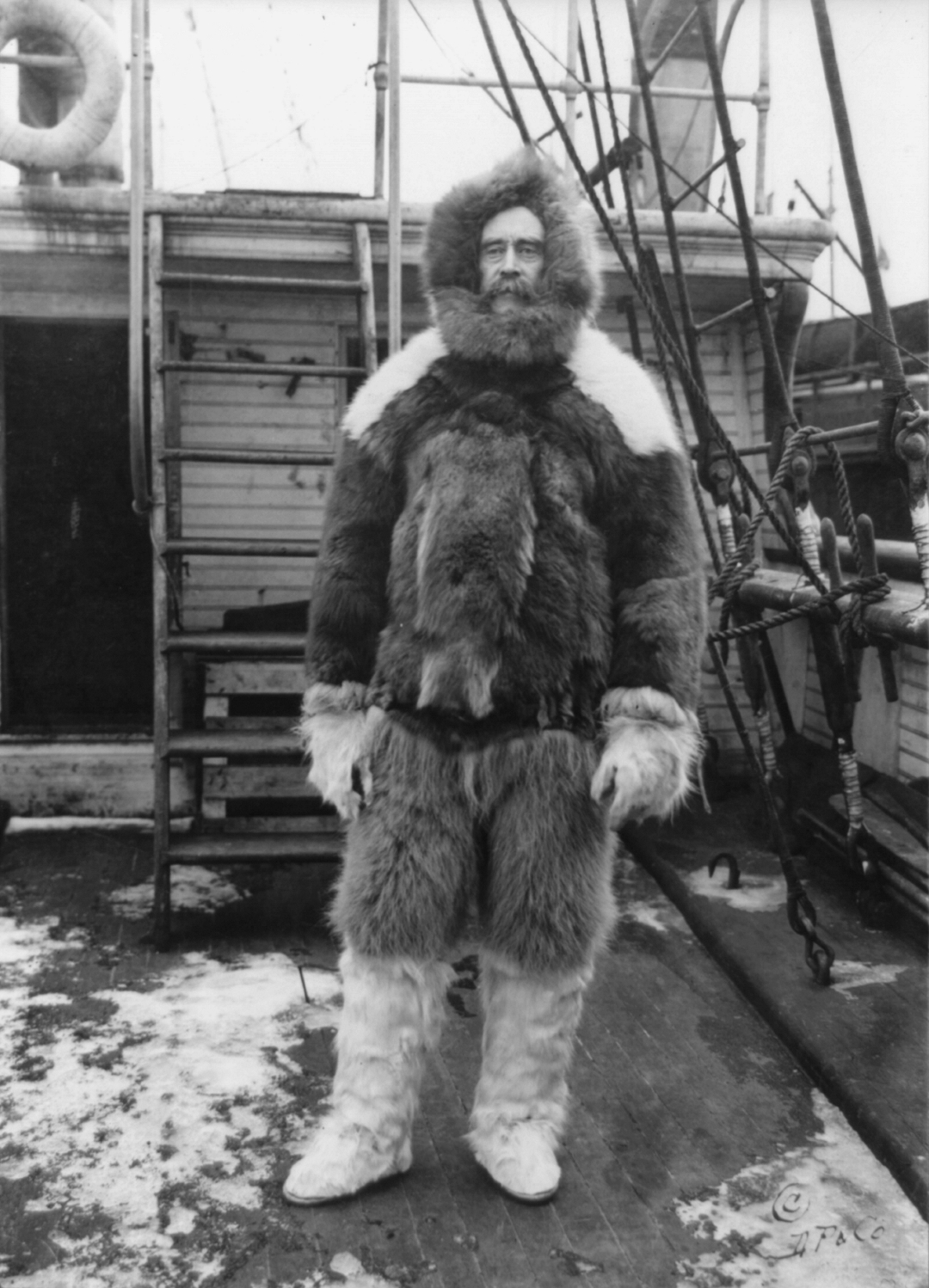
Peary an Deck des Dampfschiffs Roosevelt (um 1909)

Peary trat 1881 in die US Navy als Ingenieur ein und diente mehrere Jahre in Nicaragua. Er entwickelte ein großes Interesse an der Polarforschung und führte zwischen 1886 und 1909 mehrere Expeditionen nach Grönland und auf das arktische Eis durch. Bei dem Versuch 1886 – drei Jahre vor dem erfolgreichen Versuch von Fridtjof Nansen, Grönland mit Hundeschlitten zu durchqueren – musste er schon nach 150 km umkehren. Am 30. April 1892 brach er mit seiner Crew zu einer Grönlanddurchquerung auf. Nach 250 km gingen Peary und der Norweger Eivind Astrup allein weiter. Nachdem er Grönland erfolgreich durchquert hatte, wiederholte er die Durchquerung zwischen 1893 und 1895. Weil der Arktische Ozean gewöhnlich nur im Sommer eisfrei ist, pflegte er im hohen Norden zu überwintern, um dann im Frühjahr ohne Zeitverlust und ausgeruht zu seinen Erkundungen aufzubrechen. Nach dieser Strategie verfuhr Peary bereits bei seiner ersten Expedition von 1891 bis 1893.
Seine Grönlandexpeditionen waren für Peary hochprofitabel: Von den Inuit erhielt er mehr oder weniger freiwillig Elfenbein und Pelze im Austausch gegen Werkzeuge, Geschenkartikel, Eisen und Holz. 1897 brachte er einen großen Meteoriten nach New York; die Ureinwohner hatten diesen seit Generationen als Rohstoffquelle genutzt, bevor Peary ihn in Besitz nahm. Zudem verschleppte er sechs Inuit von Grönland in die USA, die im Kellergeschoss des American Museum of Natural History zu anthropologischen Forschungen an lebenden Objekten untergebracht wurden, die der dortige Kurator Franz Boas durchführte. Vier der Inuit starben bald darauf an Tuberkulose. Die Körper der Toten wurden ohne Einverständnis präpariert und bis ins späte 20. Jahrhundert in mehreren Museen des Landes ausgestellt. Im Sommer 1898 wurde einem der überlebenden Inuit die Heimkehr ermöglicht. Den erst zehnjährigen Minik Wallace ließ Peary erst zwölf Jahre später in seine Heimat zurückkehren, wo er jedoch nicht mehr heimisch wurde. Wallace beschreibt Peary in seinen Erinnerungen als den „großen weißen Piraten“, der ihn entführt und heimatlos gemacht habe. Der ausführende Produzent der Dokumentarreihe American Experience, Mark Samels vom US-amerikanischen Fernsehsender PBS, kommentierte dies wie folgt: „Während wir die Abenteurer feiern, die unseren Horizont erweitern, wird die Entdeckung von neuem Land oftmals teuer bezahlt. In diesem Fall war [der Preis] nicht allein die Unschuld und das Leben von Minik, sondern auch die des Volkes der Inuit.“

### Wettlauf zum Nordpol
Peary war entschlossen, den Nordpol als erster Mensch zu betreten. Auf einer Expedition von 1898 bis 1902 verlor er acht Zehen durch Erfrierung. Mit 84°17′ N kam er aber nicht so weit nach Norden wie Fridtjof Nansen und Fredrik Hjalmar Johansen 1895 oder Umberto Cagni 1900. 1905/1906 gelang ihm nach eigenen Angaben ein Vorstoß auf 87°6' nördlicher Breite, womit er nur noch 280 km vom Pol entfernt war, nördlicher als jeder Mensch vor ihm. Bei dieser Expedition wollte er am Horizont vor der Ellesmere-Insel eine noch unbekannte Landmasse gesehen haben, die er Crocker Land nannte.
1908 startete er eine weitere Polarexpedition, nach deren Abschluss er das Erreichen des Nordpols am 6. April 1909 für sich reklamierte. Er will diesen mit seinem Assistenten Matthew Henson und den vier Inughuit Iggiánguaĸ (1883–1918, in Pearys Aufzeichnungen Egingwah), Sigdluk (1883–1927, Seeglo), Ôdâĸ (1880–1955, Ootah, Iggiánguaĸs Bruder) und Uvkujâĸ (1880–1921, Ooqueah) erreicht haben.

### Privates
Peary war von 1888 an mit Josephine Peary geborene Diebitsch verheiratet. Aus dieser Ehe stammten die Kinder Marie (1893–1978), die im Januar 1899 geborene Francine, die bereits im Alter von sechs Monaten verstarb, und Robert Edwin jr. (1903–1994). Darüber hinaus hatte Peary aus einer außerehelichen Beziehung mit der etwa 1880 geborenen Grönländerin Aleqasinnguaq die Söhne Anaakkaq (1900–1927) und Kaali (1906–1986). Peary litt an perniziöser Anämie (Blutarmut), in deren Verlauf er am 19. Februar 1920 ins Koma fiel und am nächsten Tag starb. Sein Grab befindet sich auf dem Arlington National Cemetery.

## Bedeutung

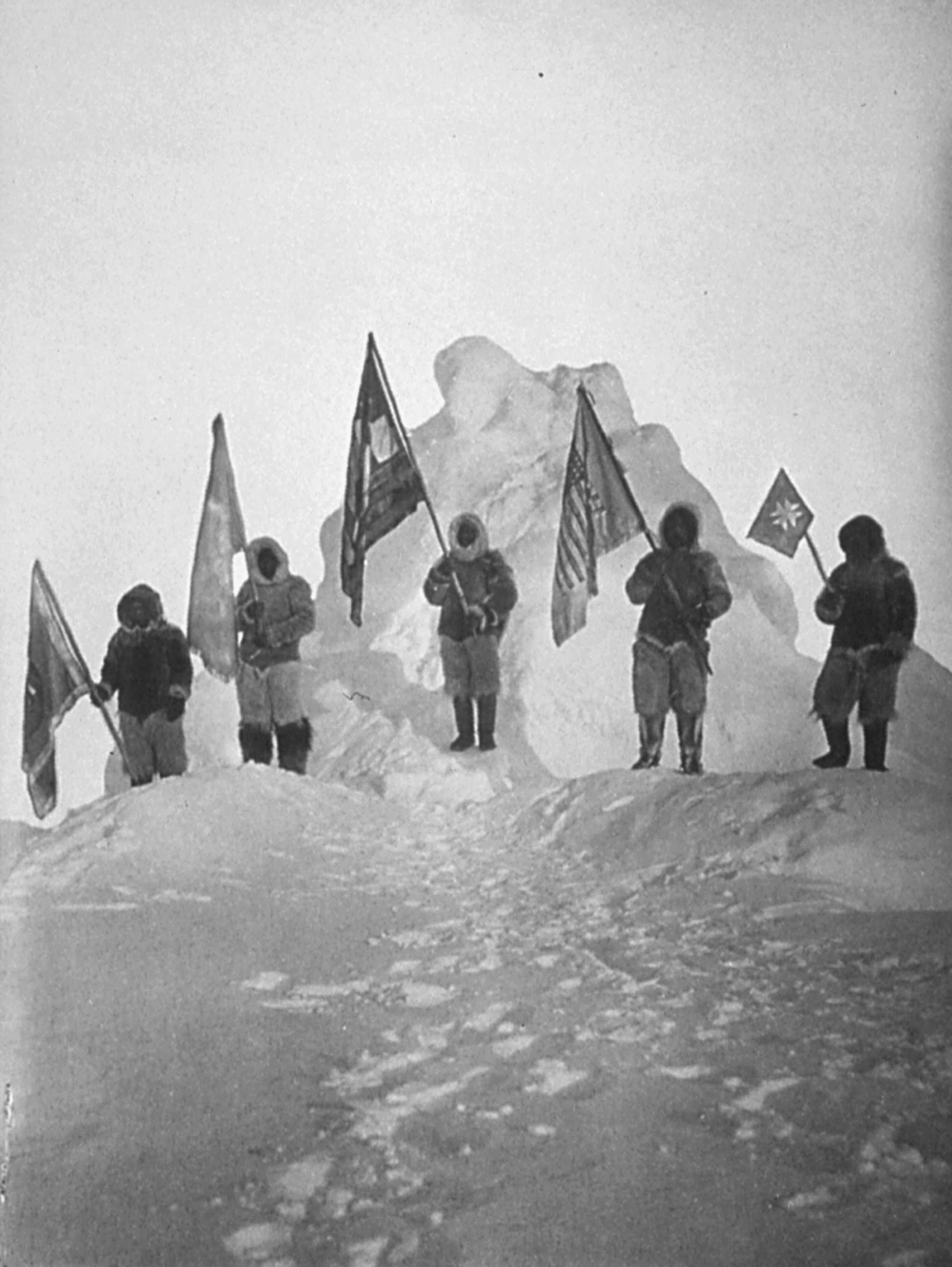
Expeditionsteilnehmer beim angeblichen Erreichen des Nordpols, April 1909

Der ehemalige Schiffsarzt der Peary-Expedition von 1891/1892, Frederick Cook, behauptete zeit seines Lebens, den Nordpol bereits am 21. April 1908 erreicht zu haben. Mangels entsprechender Beweise und aufgrund seiner ebenfalls umstrittenen Erstbesteigung des Mount McKinley wurde Cook jedoch nur von einigen Experten, unter ihnen sein Freund Roald Amundsen, anerkannt. Cook warf seinem Konkurrenten außerdem u. a. vor, sein Vorratslager geplündert zu haben.
Im Schatten von Cooks vorgeblichem Erfolg wurde Peary zunächst wenig beachtet. Nachdem aber immer mehr Zweifel an Cooks Aufrichtigkeit aufgekommen waren, die Peary mit Hilfe seiner Verbindungen zur Presse und zur National Geographic Society geschürt hatte, rückte Peary immer mehr ins Rampenlicht, wurde vielfach geehrt und gilt noch immer in den USA als erster Mensch am Nordpol. Doch im Laufe der Zeit wurden viele Zweifel laut:
- So sind im wichtigen Routenbuch weder der Hinweg noch der Rückweg erwähnt. Die Seite vom 7. April – dem ersten Tag, den Peary komplett am Nordpol verbracht haben will, – ist bis auf die Datumsangabe vollkommen leer. Die jubelnden Passagen befinden sich auf losen Blättern, die auch nachträglich erstellt worden sein könnten.
- Ebenso finden sich in seinem Tagebuch keinerlei Hinweise auf die Momente der Nordpoleroberung. Dies ist umso merkwürdiger, da Peary sonst jeden Gedanken penibel schriftlich festgehalten hatte.
- Des Weiteren ist nicht klar, warum Peary auf die letzten Meilen der Reise nur Begleiter mitgenommen hatte, die nicht in der Lage waren, seine Messungen zu bestätigen. Der körperlich ebenso geeignete und erfahrene Arktisreisende und Navigator der Expedition, Bartlett, musste entgegen vorherigen Absprachen etwa 240 Kilometer vor dem Pol umkehren.
- Der Hauptkritikpunkt bezog sich jedoch auf die riesigen Tagesetappen, die angeblich zurückgelegt wurden. Bis zu diesem Punkt wurden täglich etwa 20 km zurückgelegt. Die letzten etwa 250 Kilometer dagegen wurden auf dem Hinweg angeblich in 4 Tagen bewältigt. In den letzten acht Tagen des Rückweges will Peary im Schnitt 70 km am Tag zurückgelegt haben; teilweise sogar über 100 km am Tag. Diese Daten waren selbst durch Eisdrift und andere günstige Umstände nicht nachvollziehbar (Heutige Forscher mit modernen Schlitten schaffen kaum 35 km am Tag). Allerdings konnte im Jahr 2005 eine von dem Polarforscher Tom Avery mit den gleichen Mitteln wie Peary unternommene Hundeschlitten-Expedition die von Peary beanspruchte Zeit um vier Stunden unterbieten. Das Eis erwies sich auf den letzten Etappen als weniger zerklüftet als etwa im angestauten Presseis vor der Festlandsküste.[11]
- Bei der Rückkehr hielt sich der sonst so prahlerische Peary mit der Reisebeschreibung auffällig zurück. Heute wird vermutet, dass er die Beschreibung von Cooks angeblicher Nordpoleroberung abwarten wollte, um nicht in die Verlegenheit zu kommen, den Nordpol als Eiswüste zu beschreiben, wenn Cook ihn als offenes Wasser oder Gesteinsansammlung beschrieben hätte.
- Mit den angeblich am Pol gemachten Fotos ist keine eindeutige Bestimmung der geographischen Breite des Aufnahmeortes möglich. Die Höhe des Sonnenstandes an einem bestimmten Datum über dem Nordpol ist bekannt. Der Sonnenstand ist jedoch aus den Fotos nicht abzulesen und kann auch mit Hilfe der Schatten nicht genau bestimmt werden. Die Schatten sind entweder nicht zu erkennen oder das Ende des Schattens ist durch Geländeunebenheiten nicht exakt bestimmbar. So kann nur festgestellt werden, dass sich Peary innerhalb eines Kreises von 110 Kilometern um den Pol herum befand. Peary hatte das Wissen, wie anhand von Fotos und des Aufnahmedatums der Ort der Aufnahme bestimmt werden kann. Trotzdem wurden nur Aufnahmen angefertigt, die diese Bestimmung nicht eindeutig ermöglichen.[11]

## Ehrungen
Nach Peary sind unter anderem der Peary-Krater in der Nähe des Mond-Nordpols, der Mount Peary in der Antarktis und Peary Land, die nördlichste Halbinsel Grönlands, benannt. 
Ein Versorgungs- und ein Munitionstransporter, der Lewis-and-Clark-Klasse und die 2007 vom Stapel gelaufene USNS Robert E. Peary (T-AKE-5), tragen ebenfalls Pearys Namen.